# Chromadorita abnormis
Chromadorita abnormis är en rundmaskart som först beskrevs av Hans August Kreis 1928.  Chromadorita abnormis ingår i släktet Chromadorita och familjen Chromadoridae. Inga underarter finns listade i Catalogue of Life.